# Mike Doustdar
Maziar Mike Doustdar (født 29. august 1970 i Iran) er en østrigsk erhvervsmand. Han er administrerende direktør for  Novo Nordisk, hvor han 7. august 2025 efterfulgte Lars Fruergaard Jørgensen.

## Baggrund
Mike Doustdar er født i Iran i 1970. Efter at den iranske revolution var brudt ud i 1979, sendte familien ham til Ohio i USA, hvor han boede hos sin farbror. Da han blev 18 år, blev han genforenet med sin familie i Wien i Østrig. Doustdar fik siden østrigsk statsborgerskab. I 1994 tog han en bachelor i International Business ved det private Webster University i Wien. Han har desuden en lederuddannelse indenfor biotek og medicin fra Harvard Business School.

## Karriere
I 1992 fik Mike Doustdar et sommerferiejob, der gik ud på at bestyre en kopimaskine i receptionen på Novo Nordisks kontor i Wien. Han blev hængende i forskellige vikariater efter sommerferien og har været i koncernen lige siden, hvor han hurtigt steg i graderne. Berlingske skrev i et portræt ved Doustdars udnævnelse til koncernchef i Novo Nordisk, at hans oprindelige tjans måtte være et af dansk erhvervshistories mest skelsættende sommerferiejob. I 2013 blev han chef for virksomhedens internationale salg, og i 2015 blev han en del af koncernledelsen. Ved udnævnelsen til administrerende direktør i Novo Nordisk var han bosat i Schweiz, men flyttede til Danmark som følge af sin nye stilling.